# ゲンマビデオ
ゲンマビデオ（英語：GENMAVIDEO）は、かつて存在した日本のゲイ向けアダルトビデオメーカーであり、ゲイビデオの制作・販売を行っていた。設立は1995年、東京都新宿区新宿1-7。

## 概要
体育会・兄貴系専門メーカーであり、主なブランドに「GM」(GENMA)、「SG」(SUPER GENMA)、「TM」(TAG MATCH)、「BCo」(SUPER GENMA - BCo)、「HB」があり、別レーベルに「ANIKY」、「こげんま」があった。当初はゲンマだけだったが、2001年6月に新ブランド「SUPER GENMA」が生まれた。「SG」シリーズの一部VHS作品は廃盤となっており、「BCo」、「HB」シリーズはすべて廃盤となっている。
2010年頃まで年10本前後の新作をリリースしていたが、2011年7月を最後に新規作品の制作は行なっていない。

## 主なレーベルと傘下ブランド
- GENMA
  - GM (GENMA)
  - SG (SUPER GENMA)
  - TM（TAG MATCH）
  - BCo
  - HB
- ANIKY
- こげんま